# Uzeyir Hajibeyov
Uzeyir Hajibeyov (en azerí: Üzeyir Hacıbəyov); (18 de septiembre de 1885, Agyabadi – 23 de noviembre de 1948 en Bakú) fue un compositor, director de orquesta, musicólogo, publicista, dramaturgo y traductor de Azerbaiyán y de la Unión Soviética. 
Es considerado el padre de la ópera y de la música clásica azerbaiyana. Uzeyir Hajibeyov compuso la música del himno de la República Democrática de Azerbaiyán (que es el mismo de la actual República de Azerbaiyán) lo mismo que el himno de la RSS de Azerbaiyán.

## Óperas
- Leyli vä Mäcnum / Leyli vә Mәcnun ("Leyli y Medzhnun"), ópera en 5 (revisados 4) actos (25 [12] de enero de 1908 en Bakú)
- Şeyx Sän'an ("Jeque Sänan"), ópera en 4 actos (30 de noviembre [13 de diciembre] de 1909 en Bakú)
- Rüstäm vä Zöhrab ("Rüstäm y Zöhrab"), ópera en 4 actos (25 [12] de noviembre de 1910 en Bakú)
- Şah Abbas vä Xurşud Banu ("El shá Abbas y Xurşid Banu"), ópera en 4 actos (23 [10] de marzo de 1912 en Bakú)
- Äsli vä Käräm ("Äsli y Käräm"), ópera en 4 actos (31 [18] de mayo de 1912 en Bakú)
- Koroğlu ("Koroğlu"), ópera en 5 actos (30 de abril de 1937 en Bakú)
- Firuzä ("Firuzä"), ópera en 5 actos (1945, sin estrenar)

- Fuente: Operone